# Robert Kienböck
Robert Kienböck (ur. 11 stycznia 1871 w Wiedniu, zm. 8 września 1953 tamże) – austriacki lekarz radiolog, jeden z pionierów radiologii. W roku 1910 opisał jałową martwicę kości księżycowatej (choroba Kienböcka).
Studiował medycyne w Wiedniu i Heidelbergu uzyskując doktorat w 1897, pracował w Instytucie Patologii i Anatomii pod kierunkiem Antona Weichselbauma. Poświęcił się badaniom i praktycznym zastosowaniu promieni rentgenowskich, w 1899 założył prywatny instytut rentgenowski w Sanatorium Fürth, a w 1904 habilitował się z radiologii wraz Guido Holzknechtem. W 1915 został profesorem tytularnym. W kwietniu 1938 narodowi socjaliści udzielili mu urlopu "do czasu wyjaśnienia genezy jego działalności nauczycielskiej", od 1939 pracował w Wiedniu jako lekarz pierwszego kontaktu z promieniami rentgenowskimi, a pod koniec 1940 r. przeszedł na emeryturę z oddziału rentgenowskiego Polikliniki Ogólnej. Pracę lekarza zakończył w grudniu 1942 roku.